# Liste des municipalités de l'État du Tocantins
Liste des villes de l'État du Tocantins au Brésil. L'État du Tocantins au Brésil compte 139 municipalités (municípios en portugais).

## Municipalités

### A/L
- Abreulândia
- Aguiarnópolis
- Aliança do Tocantins
- Almas
- Alvorada
- Ananás
- Angico
- Aparecida do Rio Negro
- Aragominas
- Araguacema
- Araguaçu
- Araguaína
- Araguanã
- Araguatins
- Arapoema
- Arraias
- Augustinópolis
- Aurora do Tocantins
- Axixá do Tocantins

- Babaçulândia
- Bandeirantes do Tocantins
- Barra do Ouro
- Barrolândia
- Bernardo Sayão
- Bom Jesus do Tocantins
- Brasilândia do Tocantins
- Brejinho de Nazaré
- Buriti do Tocantins

- Cachoeirinha
- Campos Lindos
- Cariri do Tocantins
- Carmolândia
- Carrasco Bonito
- Caseara
- Centenário
- Chapada de Areia
- Chapada da Natividade
- Colinas do Tocantins
- Colméia
- Combinado
- Conceição do Tocantins
- Couto de Magalhães
- Cristalândia
- Crixás do Tocantins

- Darcinópolis
- Dianópolis
- Divinópolis do Tocantins
- Dois Irmãos do Tocantins
- Dueré

- Esperantina

- Fátima
- Figueirópolis
- Filadélfia
- Formoso do Araguaia
- Fortaleza do Tabocão

- Goianorte
- Goiatins
- Guaraí
- Gurupi

- Ipueiras
- Itacajá
- Itaguatins
- Itapiratins
- Itaporã do Tocantins

- Jaú do Tocantins
- Juarina

- Lagoa da Confusão
- Lagoa do Tocantins
- Lajeado
- Lavandeira
- Lizarda
- Luzinópolis

### M/X
- Marianópolis do Tocantins
- Mateiros
- Maurilândia do Tocantins
- Miracema do Tocantins
- Miranorte
- Monte do Carmo
- Monte Santo do Tocantins
- Muricilândia

- Natividade
- Nazaré
- Nova Olinda
- Nova Rosalândia
- Novo Acordo
- Novo Alegre
- Novo Jardim

- Oliveira de Fátima

- Palmas (capitale de l'État du Tocantins)
- Palmeirante
- Palmeiras do Tocantins
- Palmeirópolis
- Paraíso do Tocantins
- Paranã
- Pau D'Arco
- Pedro Afonso
- Peixe
- Pequizeiro
- Pindorama do Tocantins
- Piraquê
- Pium
- Ponte Alta do Bom Jesus
- Ponte Alta do Tocantins
- Porto Alegre do Tocantins
- Porto Nacional
- Praia Norte
- Presidente Kennedy
- Pugmil

- Recursolândia
- Riachinho
- Rio da Conceição
- Rio dos Bois
- Rio Sono

- Sampaio
- Sandolândia
- Santa Fé do Araguaia
- Santa Maria do Tocantins
- Santa Rita do Tocantins
- Santa Rosa do Tocantins
- Santa Tereza do Tocantins
- Santa Terezinha do Tocantins
- São Bento do Tocantins
- São Félix do Tocantins
- São Miguel do Tocantins
- São Salvador do Tocantins
- São Sebastião do Tocantins
- São Valério da Natividade
- Silvanópolis
- Sítio Novo do Tocantins
- Sucupira

- Taguatinga
- Taipas do Tocantins
- Talismã
- Tocantínia
- Tocantinópolis
- Tupirama
- Tupiratins

- Wanderlândia

- Xambioá

## Sources
- Infos supplémentaires (cartes simple et en PDF et informations sur l'État)
- Infos sur les municipalités du Brésil
- Liste alphabétique des municipalités du Brésil